# 全球分銷系統
全球分销系统（Global distribution system，GDS）是旅游行业的一種计算机化网络系统，主要為航空公司、酒店、汽车租赁公司和旅行社之间的交易提供服務。服务提供商在全球分销系统上將自己的服務（例如剩餘的酒店房间数量，剩餘的航班座位数量或剩餘的汽车数量）賣給旅行社。旅行社再將從全球分销系统上買來的服务、产品賣給消费者。消費者也可以從旅行社那裡預定服務，例如预订機票、酒店和汽车租赁。